# Aloe spectabilis
Aloe spectabilis é uma espécie de liliopsida do gênero Aloe, pertencente à família Asphodelaceae.